# Verzorgingsplaats Hazeldonk
Verzorgingsplaats Hazeldonk bestaat uit Hazeldonk-Oost (Antwerpen-Rotterdam) en Hazeldonk-West (Rotterdam-Antwerpen) en is een Nederlandse verzorgingsplaats, gelegen aan de A16 nabij de grensovergang Hazeldonk.
De naam Hazeldonk is ontleend aan de gelijknamige grensovergang, die haar naam dankt aan de buurtschap Hazeldonk in de gemeente Zundert.
Hazeldonk-West en Hazeldonk-Oost zijn met elkaar verbonden via een voetgangerstunnel. Sinds 1 mei 2010 is er ook een hotel in Hazeldonk-Oost. Verder is er sinds enige jaren een Aziatisch restaurant gevestigd. In 2012 zijn middels een veiling de huurrechten van het pompstation verkocht.
Totdat in 2002 de Euro werd ingevoerd, was hier ook een bank(grenswisselkantoor) waar reizigers die de grens over gingen hun geld konden omwisselen voor de juiste valuta. Ook konden reizigers die terugkwamen uit het buitenland hier hun geld omwisselen voor Nederlands geld. 
Richting Antwerpen:
Sandelingen-West · 
De Zuidpunt · 
Den Hoek · 
Hazeldonk-West
Richting Rotterdam:
Hazeldonk-Oost · 
Streepland · 
Sandelingen-Oost